# بلانیک
بلانیک (به لاتین: Blaník) یک کوه در جمهوری چک است که در لوونوویتسه پود بلانیکم واقع شده‌است. بلانیک ۶۳۸ متر بالاتر از سطح دریا واقع شده‌است.